# Usaqbai Qarabalin
Usaqbai Süleimenuly Qarabalin (kasachisch Ұзақбай Сүлейменұлы Қарабалин, russisch Узакбай Сулейменович Карабалин Usakbai Suleimenowitsch Karabalin; * 14. Oktober 1947 in Qosschaghyl, Kasachische SSR) ist ein kasachischer Bergbauingenieur und Politiker. Er war von 2003 bis 2008 Vorstandsvorsitzender von KazMunayGas und von 2013 bis 2014 kasachischer Minister für Öl und Gas.

## Leben
Usaqbai Qarabalin wurde 1947 im Dorf Qosschaghyl in der Oblast Gurjew geboren. Er erwarb 1970 einen Abschluss am Moskauer Gubkin-Institut für Petrochemie und Gasindustrie. 1973 absolvierte er die Graduiertenschule des Gubkin-Instituts. 1985 erwarb er den akademischen Grad Kandidat der technischen Wissenschaften mit einer Dissertation am Erdölinstitut in Ufa.
Nach seiner Ausbildung arbeitete Qarabalin zunächst in der sowjetischen Erdölwirtschaft in der Oblast Gurjew. 1990 arbeitete er bei der Zweigstelle des Kasachischen Polytechnischen Instituts in Gurjew. Nach der Unabhängigkeit Kasachstans war er für die kasachischen Behörden tätig und arbeitete zunächst für Büros des Präsidenten und des Ministerkabinetts. 1992 wechselte er als Abteilungsleiter ins Ministerium für Energie und Brennstoffe und ab 1994 war er stellvertretender Minister für Energie und Brennstoffe sowie stellvertretender Minister für Öl- und Gasindustrie Kasachstans. Von Juli 1995 bis November 1997 machte er eine Weiterbildung bei Agip in Italien.
Nach seiner Rückkehr aus Italien war Qarabalin in verschiedenen Positionen bei der staatlichen Erdölgesellschaft Kazakhoil angestellt. Hier stieg er zuerst zum stellvertretenden Vorstandsvorsitzenden auf, bevor er von August bis Oktober 1999 kurzzeitig amtierender Vorstandsvorsitzender war. Im Februar 2000 wurde er Vorstandsvorsitzender des neu gegründeten Unternehmens KazTransGas. Nach etwas weniger als einem Jahr bekam er als stellvertretender Minister für Energie und Bodenschätze erneut einen Posten in der kasachischen Regierung. Im März 2003 übernahm er den Vorstandsvorsitz bei der staatlichen Erdöl- und Erdgasgesellschaft KazMunayGas. Diese Position hatte er bis zum 29. Mai 2009 inne. Anschließend arbeitete er von Juli 2008 bis November 2009 unter anderem als Unternehmensvorstand bei Mangghystaumunaigas und von Januar 2010 bis Juli 2013 als Generaldirektor des kasachischen Instituts für Öl und Gas. Am 3. Juli 2013 wurde er im Kabinett von Serik Achmetow Minister für Öl und Gas. Diesen Ministerposten bekleidete er bis zur Auflösung des Ministeriums am 4. August 2014. Stattdessen wurde er erster stellvertretender Energieminister.
Seit März 2016 ist Qarabalin stellvertretender Vorsitzender des Vereins Kazenergy.